# NGC 4724
NGC 4724 é uma galáxia elíptica (E-S0) localizada na direcção da constelação de Corvus. Possui uma declinação de -14° 19' 56" e uma ascensão recta de 12 horas, 50 minutos e 53,6 segundos.
A galáxia NGC 4724 foi descoberta em 8 de Fevereiro de 1785 por William Herschel.